# Vomerogobius flavus
Vomerogobius flavus és una espècie de peix de la família dels gòbids i de l'ordre dels perciformes.

## Morfologia
- Els mascles no tenen marques visibles, mentre que les femelles presenten pigmentació fosca a les aletes dorsals, pèlviques i anal, i, també, en la meitat del musell.[4]

## Hàbitat
És un peix marí, de clima tropical i demersal.

## Distribució geogràfica
Es troba a l'Atlàntic occidental: les Bahames.

## Observacions
És inofensiu per als humans.